# Thomas Höflich

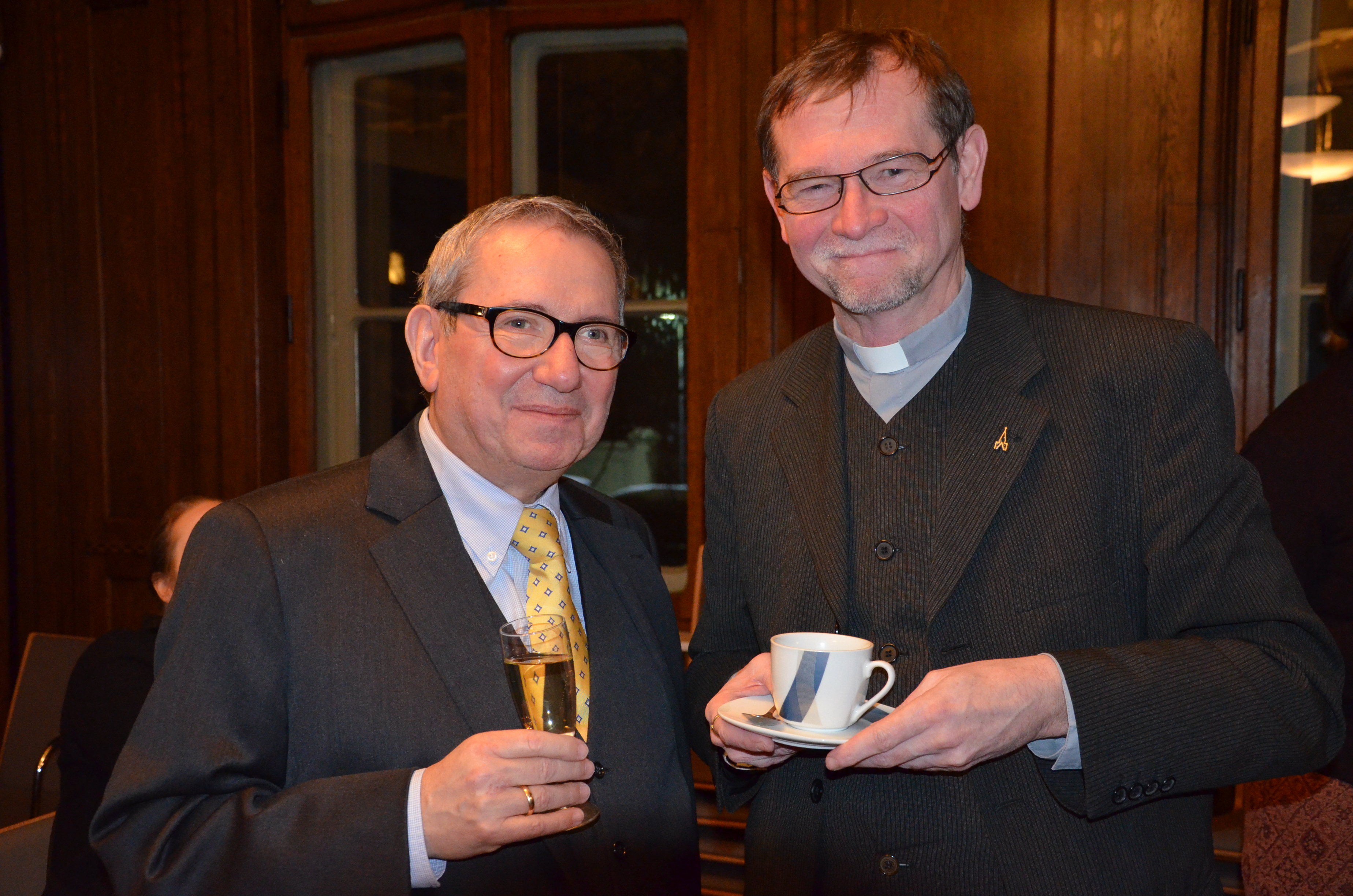
Thomas Höflich (rechts) mit Andor Izsák (2014)

Thomas Höflich (* 25. September 1957 in Hannover) ist ein deutscher evangelischer Pastor der evangelisch-lutherischen Landeskirche Hannovers und Superintendent im Amtsbereich Süd-Ost-Hannover gewesen.

## Leben und Wirken
Von 1977 bis 1982 studierte Thomas Höflich in Göttingen und Marburg Evangelische Theologie und schloss das Studium mit dem ersten theologischen Examen ab. Von 1983 bis 1986 schloss sich für ihn das Vikariat in Oyten und dem Predigerseminar Rotenburg/Wümme an. Nach dem Zweiten theologischen Examen wurde er 1986 ordiniert, war 1986 bis 1998 Pastor in St. Petri Oyten im Kirchenkreis Verden und von 1998 bis 2001 Pastor in St. Nicolai Sulingen im Kirchenkreis Grafschaft Diepholz. Von 2001 bis 2003 war Höflich Pastor an St. Bartholomaei in Demmin und Superintendent im Kirchenkreis Demmin in der Pommerschen Evangelischen Kirche.
Im September 2005 wurde er zum Superintendent des Amtsbereichs Hannover-Ost ernannt, der im Jahr 2013 mit dem Amtsbereich Süd zum Amtsbereich Süd-Ost fusioniert wurde. Superintendent Höflich ist der Nachfolger von Michael Klatt, der seit August 1992 Superintendent im Amtsbereich Ost (bis 2000 Kirchenkreis Hannover-Ost) war. Am 1. Juli 2023 wurde Thomas Höflich den Ruhestand verabschiedet. 
Thomas Michael Höflich ist verheiratet und hat drei Kinder.

## Tätigkeit
Thomas Höflich war Superintendent des Amtsbereichs Süd-Ost in Hannover. Als Pastor wirkt er in der Petri-und-Nikodemus-Kirchengemeinde in Kleefeld; die Petrikirche ist Superintendenturkirche.  Ende September 2019 war er zudem vertretungsweise amtierender Stadtsuperintendent im Stadtkirchenverband Hannover bis zur Neuwahl des neuen Stadtsuperintendent Rainer Müller-Brandes.